# Flagstaff Pulliam Airport

i7
i11
i13
Der Flagstaff Pulliam Airport (IATA-Code: FLG, ICAO-Code: KFLG, FAA-LID: FLG)  ist ein Flughafen im Norden des US-Bundesstaates Arizona nahe der Stadt Flagstaff.

## Geschichte
In den 1940er Jahren wurde damit begonnen, ein Gelände für einen Flughafen zu suchen, der für Verbindungen nach bzw. aus Flagstaff genutzt werden sollte. Der Prozess zog sich von 1944 bis 1948 hin, bis am 30. Juli 1948 ein Gelände vom United States Forest Service durch die Stadt Flagstaff gekauft werden konnte. 795 Acres (ca. 320 ha) wurden mit Hilfe von Geldern der US-Regierung erworben und noch im selben Jahr  der Flughafen eröffnet. 1969 wurde die Start- und Landebahn auf eine Länge von 7.000 ft (ca. 2.130 m) verlängert und auf 150 ft (ca. 50 m) verbreitert und 2007 schließlich auf ihre aktuelle Länge von 8.800 ft (ca. 2.680 m) verlängert.
Seit Eröffnung des Flughafens 1948 wird dieser von der Stadt Flagstaff betrieben. Benannt ist der Flughafen nach C. T. „Maggie“ Pulliam, einem ehemaligen Mitarbeiter der Stadt und zeitweise deren City Manager. Insgesamt arbeitete Pulliam 44 Jahre für Flagstaff und war nach Aussage der Stadt einer der führenden Antreiber bei der Entwicklung des Flughafens.

## Flugverbindungen
Von 2022 bis 2024 wurden vor allem Flüge durch SkyWest Airlines durchgeführt, dabei wurden primär der Phoenix Sky Harbor International Airport und der Dallas/Fort Worth International Airport angeflogen. An- und Abflüge zusammengerechnet wurden folgende Passagierzahlen erreicht:
| Jahr | Passagierzahlen | Veränderung |
| ---- | --------------- | ----------- |
| 2020 | 122.000         | –           |
| 2021 | 230.000         | + 90 %      |
| 2022 | 183.000         | – 20,4 %    |
| 2023 | 145.000         | – 20,7 %    |
| 2024 | 152.000         | + 4,8 %     |

## Infrastruktur
Für die Anflugrichtung 21 existiert ein Instrumentenlandesystem, zudem steht ein Drehfunkfeuer am Flugplatz. Als Instrumentenanflugverfahren sind ein ILS/LOC-, ein VOR- und ein GPS/RNAV-Anflug auf die Bahn 21, sowie ein GPS/RNAV-Anflug auf die Bahn 03 verfügbar.

## Zwischenfälle
- Am 29. Oktober 1957 wurde mit einer Boeing KC-97G Stratofreighter der United States Air Force (USAF) (Luftfahrzeugkennzeichen 52-2711) nach dem Start von der Roswell-Walker Air Force Base (New Mexico, USA) eine neunstündige Tiefflugübung durchgeführt. Bei schlechtem Wetter machten die Piloten offenbar eine falsche Positionsbestimmung. Das Flugzeug wurde beim Überfliegen der Stadt Gray Mountain in einer Höhe von weniger als 20 Metern beobachtet, wo die Wolkendecke bis auf wenige Meter über dem Boden sank. Sekunden später war eine Explosion zu hören, als es 56 Kilometer nördlich des Flughafens Flagstaff auf einen wolkenverhangenen Berg aufschlug. Durch diesen CFIT (Controlled flight into terrain) wurden alle 16 Insassen getötet, Besatzungsmitglieder und Passagiere. Es war der schwerste Unfall einer KC-97, gemessen an der Anzahl der Todesopfer.[5]